# Caia Coley
Caia Coley (Atlanta, 9 maggio 1968) è un'attrice statunitense.

## Filmografia

### Cinema
- Looking for Bruce, regia di Danny Lee Clark (1996)
- 348, regia di Gene Bua (1999)
- The Miracle Letter, regia di Shannon Pierce Wilkins (2000)
- Elements of Society, regia di Chris Armbrister (2001)
- Choosing Matthias, regia di Caia Coley (2001)
- Target, regia di William Webb (2004)
- Lethal Eviction, regia di Michael Feifer (2005)
- Are You Scared?, regia di Andy Hurst (2006)
- El Cortez , regia di Stephen Purvis (2006)
- A Dead Calling, regia di Michael Feifer (2006)
- Grim Reaper, regia di Michael Feifer (2007)
- Drive Thru, regia di Brendan Cowles e Shane Kuhn (2007)
- Ed Gein: The Butcher of Plainfield, regia di Michael Feifer (2007)
- Chicago Massacre: Richard Speck, regia di Michael Feifer (2007)
- Dear Me, regia di Michael Feifer (2008)
- B.T.K. - Capitolo finale (B.T.K.), regia di Michael Feifer (2008)
- The Boston Strangler, regia di Michael Feifer (2008)
- Dracula - Le origini (Dracula's Guest), regia di Michael Feifer (2008)
- Henry Lee Lucas, regia di Michael Feifer (2009)
- Bundy, regia di Michael Feifer (2009)
- Groupie, regia di Mark L. Lester (2010)
- Abandoned - Amore e inganno (Abandoned), regia di Michael Feifer (2010)
- My Dog's Christmas Miracle, regia di Michael Feifer (2011)
- Wyatt Earp - La leggenda (Wyatt Earp's Revenge), regia di Michael Feifer (2012)
- Gabe the Cupid Dog, regia di Michael Feifer (2012)
- Lucky Dog, regia di Michael Feifer (2015)
- Gacy: Serial Killer Next Door, regia di Michael Feifer (2024)

### Televisione
- Amore e inganno (An Element of Truth), regia di Larry Peerce – film TV (1995)
- Mi vuoi sposare? (A Christmas Proposal), regia di Michael Feifer – film TV (2008)
- Mamma, che Natale da cani! (The Dog Who Saved Christmas), regia di Michael Feifer – film TV (2009)
- Una tata per Natale (A Nanny for Christmas), regia di Michael Feifer – film TV (2010)
- Appuntamento a San Valentino (Your Love Never Fails), regia di Michael Feifer – film TV (2011)
- La verità non può aspettare (The Perfect Student), regia di Michael Feifer – film TV (2011)
- Night Tales, regia di Jamie Foxx – film TV (2011)
- Un matrimonio sotto l'albero (A Christmas Wedding Tail), regia di Michael Feifer – film TV (2011)
- I 12 desideri di Natale (12 Wishes of Christmas), regia di Peter Sullivan – film TV (2011)
- Chi vuole mia figlia? (Stolen Child), regia di Michael Feifer – film TV (2012)
- Giustizia fatale (Retribution), regia di Michael Feifer – film TV (2012)
- A Star for Christmas, regia di Michael Feifer – film TV (2012)
- Zeus e il Natale in California (The Dog Who Saved the Holidays), regia di Michael Feifer – film TV (2012)
- Tornado F6 - La furia del vento (Christmas Twister), regia di Peter Sullivan – film TV (2012)
- I segreti non riposano in pace (Summoned), regia di Peter Sullivan – film TV (2013)
- Taken Away, regia di Peter Sullivan – film TV (2014)
- Salverò mia figlia (Deadly Daycare), regia di Michael Feifer – film TV (2014)

### Documentari
- Salomé (Wilde Salomé), regia di Al Pacino (2011)

## Doppiatrici italiane
- Lilli Manzini in Agent of deceit